# Kongress der Konföderierten Staaten von Amerika
Der Kongress der Konföderierten Staaten von Amerika (kurz Konföderiertenkongress) war die Legislative der Konföderierten Staaten von Amerika in der Zeit des Sezessionskriegs von 1861 bis 1865. Er bestand aus dem Repräsentantenhaus (Unterhaus), dessen Mitglieder von der Bevölkerung der Einzelstaaten gewählt wurden, und dem durch die Parlamente der Staaten besetzten Senat (Oberhaus).

## Entstehungsgeschichte
Delegierte der ersten sieben Staaten, die sich von der Union abgespalten hatten (Alabama, Louisiana, Florida, Mississippi, Georgia, South Carolina und Texas), kamen von Februar bis Mai 1861 für zwei Sitzungen in Montgomery (Alabama) zusammen und bildeten den Provisorischen Konföderiertenkongress. Hier wurde die Verfassung der Konföderierten Staaten ratifiziert, ihre Flagge entworfen und Jefferson Davis zum Präsidenten der Konföderierten Staaten gewählt. Nach dem Angriff auf Fort Sumter im April 1861 kam die provisorische Legislative noch zu drei weiteren Sitzungen in Richmond (Virginia) zusammen.

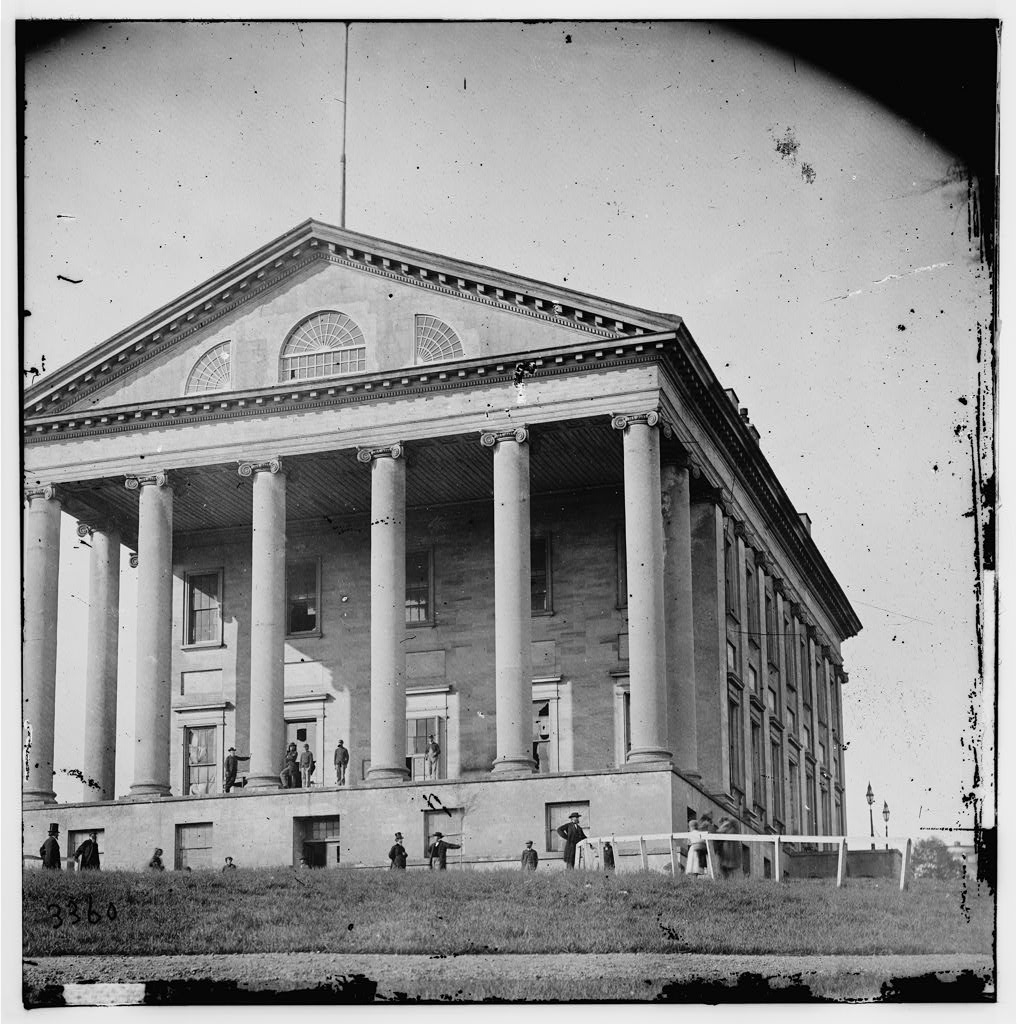
Das Kapitol in Richmond, Virginia im Jahr 1865

Die Wahlen zum ersten Konföderiertenkongress fanden am 6. November 1861 statt. Anders als bei seinem Vorgänger bestand dieser Kongress aus einem Unter- und einem Oberhaus. Aufgrund des Sieges der Nordstaaten im Jahr 1865 gab es nur zwei Wahlen zum Kongress und der zweite Kongress konnte nur für zwei Sitzungen zusammenkommen.

## Erster Konföderiertenkongress

### Sitzungen
- Erste Sitzung: 18. Februar 1862 bis 21. April 1862
- Zweite Sitzung: 18. August 1862 bis 13. Oktober 1862
- Dritte Sitzung: 12. Januar 1863 bis 1. Mai 1863
- Vierte Sitzung: 7. Dezember 1863 bis 17. Februar 1864

### Vorsitz
Senat:
- Präsident des Senats: Alexander Hamilton Stephens
- Präsident pro tempore: Robert Mercer Taliaferro Hunter

Repräsentantenhaus:
- Sprecher des Repräsentantenhauses: Thomas Stanley Bocock
- Sprecher pro tempore: Jabez Lamar Monroe Curry

## Zweiter Konföderiertenkongress

### Sitzungen
- Erste Sitzung: 2. Mai 1864 bis 14. Juni 1864
- Zweite Sitzung: 7. November 1864 bis 18. März 1865

### Vorsitz
Senat:
- Präsident des Senats: Alexander Hamilton Stephens
- Präsident pro tempore: Robert Mercer Taliaferro Hunter
- Präsident pro tempore ad interim: William Alexander Graham

Repräsentantenhaus:
- Sprecher des Repräsentantenhauses: Thomas Stanley Bocock
- Sprecher pro tempore: William Parish Chilton senior

## Gesetzgebung
Unter den Gesetzen befand sich der Partisan Ranger Act, der am 21. April 1862 verabschiedet wurde. Ursprünglich dazu gedacht, durch die Förderung der Gründung von Partisanenverbänden die militärische Stärke der Südstaaten zu vergrößern, wurde das Gesetz auf Drängen von Robert Edward Lee hin am 17. Februar 1864 rückgängig gemacht. Man befürchtete, dass die Undiszipliniertheit in solchen Verbänden eher ein Nachteil für die Gesamtstärke der Truppen sei. Lediglich zwei Verbände, die Mosby’s Raiders und die McNeill’s Rangers, die für ihre militärische Disziplin bekannt waren, durften bis zum Ende des Sezessionskrieges weiter bestehen.
Da die Konföderierten Staaten nicht über Seestreitkräfte verfügten, wurde in einem Amendment zur Kriegserklärung am 21. Mai 1861 das Bounty Law verabschiedet. In dieser Art von Kaperbrief wurde Privatpersonen, die mit ihren Schiffen feindliche Einheiten versenkten, zunächst 20, später 50 Prozent des Wertes des versenkten Schiffes zugesprochen. Im Zuge dessen entstanden eine Reihe neuer Erfindungen wie Torpedos oder das U-Boot H. L. Hunley.
In einer Proklamation aus dem Dezember 1862 forderte Jefferson Davis die Hinrichtung der gefangengenommenen afroamerikanischen Einheiten der Nordstaaten bzw. deren weißer Anführer. Auf diese Drohung reagierten die Nordstaaten, indem sie den Konföderierten Staaten im Falle der Umsetzung Gleiches zufügen wollten, was dazu führte, dass diese „offizielle“ Forderung rückgängig gemacht wurde. Die Zustände im Leben von afroamerikanischen Truppen im Sezessionskrieg wurde auch von dem Historiendrama Glory aus dem Jahr 1989 aufgegriffen.